# 拉特科·什特里托夫
拉特科·什特里托夫（1972年1月14日—），克罗地亚男子水球运动员。他曾代表克罗地亚参加1996年、2000年和2004年夏季奥林匹克运动会水球比赛，其中1996年奥运会获得一枚银牌。